# Дроеба
Дрое́ба (фонетически корректнее «Дроэба», груз. დროება, «Времена») — политическая и литературная газета, выходившая в Тифлисе с 1866 по 1885 годы на грузинском языке. Первый выпуск газеты увидел свет 4 марта 1866 года. С 1866 по 1874 год газета выходила еженедельно, в 1875—1876 годах — три раза в неделю, а с 1877 года стала издаваться ежедневно.

## Политическая направленность
Была основана Н.В. Гогоберидзе, Ст. Меликовым, Вах. Тулаевым и Дм. Бакрадзе. Учредители пригласили редактором Г. Церетели. Они озаботились улучшением грузинских шрифтов для созданной ими типографии; шрифты были отлиты в Вене по матрицам, ими заказанными.
Газету редактировали видные общественные деятели, писатели и поэты Грузии, включая Илью Чавчавадзе, Ивана Мачабели, Петра Умикова, Александра Казбеги, Бачану Разикашвили, Акакия Церетели и других. Газета знакомила грузинского читателя с различными философскими и общественными идеями западного общества. В газете публиковались выдержки из трудов как известных социал-демократов, так и социалистов-утопистов: на страницах «Дроеба» освещались идеи Джона Стюарта Милля, Роберта Оуэна, Анри Сен-Симона, Шарля Фурье, Пьера Жозефа Прудона, Луи Блана и других; как отмечал советский исследователь, газета «стала своего рода глашатаем величия труда, подъёма и несомненных успехов трудового люда». В 1881 году с уходом из редакции Ильи Чавчавадзе газета приобрела более чёткую капиталистическую направленность.
«Дроеба» последовательно выступала за национальное самоопределение Грузии и в последние годы тесно сотрудничало с движением Меоре даси, возглавляемым Нико Николадзе. 16 сентября 1885 года газета была закрыта по распоряжению русского наместника на Кавказе, Александра Михайловича Дондукова-Корсакова, за антиправительственную деятельность — «из-за явно радикальной направленности и нарушения цензурного устава».

## Формат газеты в разные годы
| Год  | Периодичность     | Главный редактор                | Издатель (спонсор)    |
| ---- | ----------------- | ------------------------------- | --------------------- |
| 1866 | Еженедельно       | Георгий Церетели                | С. Меликишвили        |
| 1867 | Еженедельно       | Георгий Церетели                | С. Меликишвили        |
| 1868 | Еженедельно       | Георгий Церетели                | С. Меликишвили        |
| 1869 | Еженедельно       | Георгий Церетели и Сергей Месхи | С. Меликишвили        |
| 1870 | Еженедельно       | Сергей Месхи                    | С. Меликишвили        |
| 1871 | Еженедельно       | Сергей Месхи                    | С. Меликишвили        |
| 1872 | Еженедельно       | Сергей Месхи                    | С. Меликишвили        |
| 1873 | Еженедельно       | Сергей Месхи и К. Лордкипанидзе | С. Меликишвили        |
| 1874 | Еженедельно       | Сергей Месхи и К. Лордкипанидзе | С. Меликишвили        |
| 1875 | Три раза в неделю | Сергей Месхи                    | С. Меликишвили        |
| 1876 | Три раза в неделю | Сергей Месхи                    | С. Меликишвили        |
| 1877 | Ежедневно         | Сергей Месхи                    | С. Меликишвили        |
| 1878 | Ежедневно         | Сергей Месхи                    | С. Меликишвили        |
| 1879 | Ежедневно         | Сергей Месхи                    | С. Меликишвили        |
| 1880 | Ежедневно         | Илья Чавчавадзе и Сергей Месхи  | С. Меликишвили        |
| 1881 | Ежедневно         | Илья Чавчавадзе и Сергей Месхи  | С. Меликишвили        |
| 1882 | Ежедневно         | Сергей Месхи                    | Георгий Картвелишвили |
| 1883 | Ежедневно         | Иван Мачабели                   | Георгий Картвелишвили |
| 1884 | Ежедневно         | Иван Мачабели                   | Георгий Картвелишвили |
| 1885 | Ежедневно         | Иван Мачабели                   | Георгий Картвелишвили |

## Современность
2 марта 2012 года издательский дом «Картули элита» («Грузинская элита») презентовал в Национальной библиотеке парламента обновлённую газету «Дроеба». Издателем и главным редактором обновлённой газеты выступил Нугзар Чиаберашвили, в состав редакции вошли 4 человека. Издательский дом не планирует публикации новых материалов, а лишь собирается переиздавать материалы, опубликованные ранее на страницах «Дроеба» с целью «сохранения истории для будущих поколений».
Первый номер обновлённой газеты вышел 4 марта 2012 года к 146-й годовщине начала публикации оригинального издания.